# ウォー・マシーン: 戦争は話術だ!
『ウォー・マシーン: 戦争は話術だ!』（War Machine）は、マイケル・ヘイスティングスのノンフィクション本『The Operators』を原作とし、デヴィッド・ミショッドが監督・脚本を務めた2017年のアメリカ合衆国の風刺・戦争映画。映画ではアメリカ陸軍大将のスタンリー・マクリスタルの実話を基にした架空の事件が描かれる。 出演はブラッド・ピット、アンソニー・マイケル・ホール、トファー・グレイス、ウィル・ポールター、ティルダ・スウィントン、ベン・キングズレーらである。2017年5月26日よりネットフリックスで配信されている。

## ストーリー
輝かしい功績を誇る陸軍将軍マクマーンはある日、アフガニスタン駐留軍司令官に任命される。前任が果たせなかった任務を果たすために意気揚々と現地に降り立った彼は部下たちからも絶大な信頼を寄せられるカリスマだった。
ところがそんなマクマーンにとってもアフガニスタンにおける戦争は一筋縄ではいかないことは分かっていた。相手は軍隊ではなく、実態のない民間人の姿をした反乱者たちだからだ。
アフガニスタン政府は国を統治することに無関心なのに対し、アメリカ軍の中にも誰を相手に何のために戦っているのか疑問を抱く者も少なくなかった。
そんな中、マクマーンは誰にもコントロールできないと言われていた危険地域に乗り込み、勝利のために戦うことを誓うのだった、ところが欧州を歴訪中にローリング・ストーン誌のジャーナリストを同行させたことから彼の失脚が秒読み段階に入っていく。

## キャスト
※括弧内は日本語吹替
- グレン・マクマーン大将 - ブラッド・ピット[5]（堀内賢雄）

スタンリー・マクリスタルを基にしたキャラクター。
- ウィリー・ダン - エモリー・コーエン[7]（竹越義秋）
- アンディ・ムーン - RJ・サイラー（英語版）[8]（水中雅章）
- マット・リトル - トファー・グレイス[9]（小松史法）
- グレッグ・パルバー - アンソニー・マイケル・ホール[10]（谷昌樹）

マイク・フリンを基にしたキャラクター。
- ピート・ダックマン - アンソニー・ヘイズ（英語版）[11]（長谷川俊介）
- コリー・スタッグガート - ジョン・マガロ[12]（星野健一）
- ショーン・カレン - スクート・マクネイリー[13]（綱島郷太郎）
- リッキー・オルテガ - ウィル・ポールター[14]
- パット・マッキノン - アラン・ラック[15]
- ビリー・コール伍長 - ラキース・スタンフィールド[16]
- ディック・ノース - ジョシュ・スチュワート
- ジーニー・マクマホン - メグ・ティリー[17]（塙英子）
- ドイツの政治家 - ティルダ・スウィントン
- ハーミド・カルザイ元アフガニスタン大統領 - ベン・キングズレー[18]（堀越富三郎）
- トレイ・ワンデラ - ピコ・アレクサンダー（英語版）
- サイモン・ボール - ダニエル・ベッツ（英語版）（宮本崇弘）
- レイ・カヌッチ - グリフィン・ダン
- バディ・バシム - エイメン・アンドゥーシ（長谷川敦央）
- ディック・ワドル - ニコラス・ジョーンズ（英語版）
- ニック・フェレンバーグ - ホッパー・ペン
- その他の日本語吹き替え：青木崇／稲垣拓哉／石原辰己／加藤亮夫／宮本克哉／水野ゆふ／中村達也／佐瀬弘幸／関雄／関口雄吾／矢嶋友和

日本語版スタッフ：演出：小山悟、翻訳：小椋牧子、制作：東北新社

## 製作
2012年4月27日、ニュー・リージェンシーとプランBエンターテインメントが2011年にベストセラーとなったマイケル・ヘイスティングスのノンフィクション本『The Operators』の映画化権を獲得したことが発表された。2014年4月14日、デヴィッド・ミショッドがアフガニスタン紛争の映画の監督、脚本家として雇われたことが報じられた。ブラッド・ピットはスタンリー・マクリスタル大将役を務める他、自身の会社であるプランBのパートナーのデデ・ガードナーとジェレミー・クライナーと共にプロデューサーを務め、ニュー・リージェンシーとラットパック・エンターテインメントによって出資される。
2015年6月8日、ネットフリックスが配給権を獲得し、タイトルが『War Machine』に改められ、イアン・ブライスがプロデューサー陣に加わった。6月17日、『ハリウッド・リポーター』はニュー・リージェンシーとラットパックとプランBのプロデューサーとの間に予算上の問題が存在し、ネットフリックスが6000万ドルで配給権を購入したことを報じた。
2015年8月4日、エモリー・コーエンがマクマーン（マクリスタル）の小隊の1人の役でキャストに加わった。8月10日、トファー・グレイスがマクマーンの民間報道顧問役で加わった。8月11日、ジョン・マガロが特殊部隊兵でマクマーンの顧問であるコリー・バーガー役で出演契約を交わした。8月14日、スクート・マクネイリーがキャストに加わった.
8月19日、アンソニー・マイケル・ホールがマイク・フリンを基にしたハンク・パルバー役でキャストに加わった。8月20日、ラキース・スタンフィールドが出演契約を交わした。同日にウィル・ポールターも役名不明でキャスティングされた。8月25日、アンソニー・ヘイズが加わった。10月23日、『TheWrap』によりRJ・サイラーが加わったことが報じられた。撮影中にはアラン・ラックとメグ・ティリーが目撃された。また後にベン・キングズレーとティルダ・スウィントンのキャスティングが報じられた。

### 撮影
主要撮影は2015年10月中旬よりロンドンで始まった。10月19日、アブダビ市での撮影が始まり、カーブルに見立てられた。11月にはアブダビ国際空港でも撮影が行われた。一部の場面はイングランドのサリーのダンズホルド飛行場で撮影された。11月中旬に最後の場面の撮影がラアス・アル＝ハイマで行われた。

## 評価
本作に対する批評家からの評価は平凡なものに留まっている。映画批評集積サイトのRotten Tomatoesには86件のレビューがあり、支持率49％、平均点は10点満点で5.7点となっている。Metacriticには30件のレビューがあり、加重平均値は56/100となっている